# Grammy Award du meilleur album instrumental contemporain
Le Grammy Award du meilleur album instrumental contemporain (Best Contemporary Instrumental Album) est une récompense décernée lors des cérémonies annuelles des Grammy Awards décernée à l'album instrumental contemporain de l'année.

## Lauréats
| Année | Artiste                                                     | Album          | Ref   |
| ----- | ----------------------------------------------------------- | -------------- | ----- |
| 2022  | Taylor Eigsti                                               | Tree Falls     | [ 2 ] |
| 2023  | Snarky Puppy                                                | Empire Central | [ 3 ] |
| 2024  | Béla Fleck, Zakir Hussain, Edgar Meyer ft. Rakesh Chaurasia | As We Speak    | [ 4 ] |
| 2025  | Taylor Eigsti                                               | Plot Armor     | [ 1 ] |